# Троа
Троа (фр. Troyes) град је у Француској на реци Сени у департману Об и регији Шампањ-Ардени. По подацима из 2006. године број становника у месту је био 61.344.

## Историја
Троа постоји још од римског доба. Вековима је постајао све значајнији као средњовековни трговачки центар. У околини града одиграла се 451. битка на Каталаунским пољима у којој су Римљани и Визиготи победили Хуне под командом Атиле. У Троји је 878. Луј Муцавац примио царску круну од папе Јована XVIII. При крају 9. века грофови Шампање су одабрали Троа као њихов главни град. Када је краљ Филип IV Лепи 1285. ставио Шампању под откриље круне, град је задржао бројне привилегије. Војвода Бургундије Жан Неустрашиви био је 1417. савезник Енглеза за време Стогодишњег рата и намеравао је да Троа учини француском престолницом. Сложио се са супругом Шарла VI Лудог да двор, савет и парламент Француске треба ту да буду.
Троа је био у поседу Бургундије и ту је 21. маја 1420. потписан споразум из Троа по којем се Хенри V оженио Катарином, ћерком краља Шарла VI Лудог. По том споразуму потомство Хенрија V би након смери Шарла VI представљало наследнике. Међутим прави престолонаследник, тј. дофен је био Шарл VII који је уз помоћ Јованке Орлеанке вратио Трој 1429. у посед Француске. 

## Географија

### Клима
| Клима (Троа)                | Клима (Троа)  | Клима (Троа) | Клима (Троа) | Клима (Троа) | Клима (Троа) | Клима (Троа) | Клима (Троа) | Клима (Троа) | Клима (Троа) | Клима (Троа) | Клима (Троа) | Клима (Троа) | Клима (Троа)  |
| Показатељ \ Месец           | .Јан.         | .Феб.        | .Мар.        | .Апр.        | .Мај.        | .Јун.        | .Јул.        | .Авг.        | .Сеп.        | .Окт.        | .Нов.        | .Дец.        | .Год.         |
| --------------------------- | ------------- | ------------ | ------------ | ------------ | ------------ | ------------ | ------------ | ------------ | ------------ | ------------ | ------------ | ------------ | ------------- |
| Апсолутни максимум, °C (°F) | 16,2 (61,2)   | 20,4 (68,7)  | 23,7 (74,7)  | 27,8 (82)    | 31,0 (87,8)  | 36,7 (98,1)  | 36,6 (97,9)  | 40,6 (105,1) | 31,1 (88)    | 30,3 (86,5)  | 22,5 (72,5)  | 19,0 (66,2)  | 40,6 (105,1)  |
| Средњи максимум, °C (°F)    | 6 (43)        | 7 (45)       | 12 (54)      | 15 (59)      | 19 (66)      | 22 (72)      | 25 (77)      | 25 (77)      | 21 (70)      | 16 (61)      | 10 (50)      | 7 (45)       | 15,4 (59,7)   |
| Просек, °C (°F)             | 3 (37)        | 3,5 (38,3)   | 7 (45)       | 9,5 (49,1)   | 13,5 (56,3)  | 16,5 (61,7)  | 19 (66)      | 18,5 (65,3)  | 15,5 (59,9)  | 11,5 (52,7)  | 6,5 (43,7)   | 4,5 (40,1)   | 10,7 (51,3)   |
| Средњи минимум, °C (°F)     | 0 (32)        | 0 (32)       | 2 (36)       | 4 (39)       | 8 (46)       | 11 (52)      | 13 (55)      | 12 (54)      | 10 (50)      | 7 (45)       | 3 (37)       | 2 (36)       | 6 (43)        |
| Апсолутни минимум, °C (°F)  | −25,2 (−13,4) | −25,0 (−13)  | −15,4 (4,3)  | −6,2 (20,8)  | −3,5 (25,7)  | 0,4 (32,7)   | 1,6 (34,9)   | 1,1 (34)     | −1,9 (28,6)  | −7,0 (19,4)  | −11,1 (12)   | −21,0 (−5,8) | −25,2 (−13,4) |
| Количина падавина, mm (in)  | 34,2 (13,46)  | 30,1 (11,85) | 28,7 (11,3)  | 35 (13,8)    | 36,4 (14,33) | 34,7 (13,66) | 36,7 (14,45) | 31,1 (12,24) | 34,4 (13,54) | 41,9 (16,5)  | 37,2 (14,65) | 38,4 (15,12) | 34,9 (13,74)  |
| [ тражи се извор ]          |               |              |              |              |              |              |              |              |              |              |              |              |               |

## Демографија
| 1962.  | 1968.  | 1975.  | 1982.  | 1990.  | 1999.  | 2006.  | 2011.  |
| ------ | ------ | ------ | ------ | ------ | ------ | ------ | ------ |
| 67.406 | 74.898 | 72.165 | 63.579 | 59.255 | 60.958 | 61.344 | 60.013 |

## Економија
Троа је главно седиште компаније Лакоста, једног од најпопуларнијих брендова западног света.

## Знаменитости
- Катедрала светог Петра и Павла у Троју (фр. Cathédrale Saint-Pierre-et-Saint-Paul de Troyes) је изграђена од 13. до 17. века. Има изузене витраже из 13. века. Дугачака је 114 m, широка 50 m, а торањ је висок 62 метра.
- Базилика светог Урбана, готичка базилика из 13. века
- Градска већница из 17. века
- Хотел ди Лион ноар (хотел црног лава) из 16. века. декаорација фасаде је типична за другу ренесансу.

## Партнерски градови
- Дармштат
- Турне
- Алкмар
- Зјелона Гора
- Честерфилд